# Vartasjekna
Vartasjekna är en glaciär i Sarek i Sverige.